# 烈士節 (印度)
在印度，有七天被宣佈為烈士節，是為了紀念那些被公認為國家烈士的紀念日。国家级烈士节定于1月30日。
比哈爾邦政府宣布將2月15日定為烈士節，以紀念1932年在蒙格埃爾被警察殺害的34名自由戰士。

## 全國性紀念活動

### 1月30日

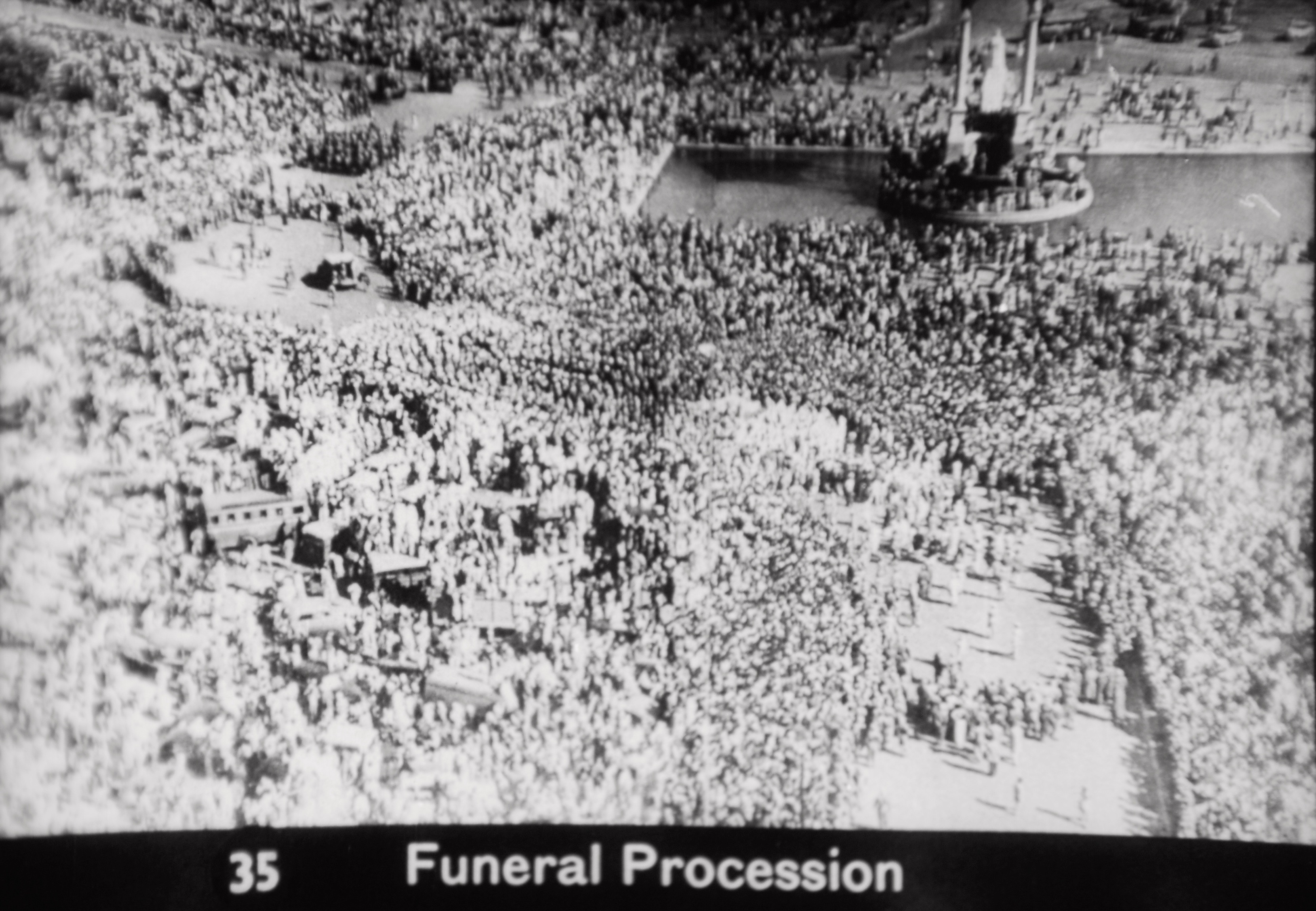
1月30日是全國烈士節，因為這一天是聖雄甘地被刺殺的日子（圖為葬禮遊行）

1月30日是國家級的紀念日。選擇這個日子是因為它標誌著1948年聖雄甘地被南度藍姆·高德西刺殺。
在烈士節，總統、副總統、總理、國防部長、國防參謀長和三位軍方負責人聚集在拉吉哈特紀念館的三寶殿，獻上用多色鮮花裝飾的花圈。武裝部隊人員吹響軍號《最後崗位》。各軍種特遣隊倒轉武器以示敬意。上午11時，全國各地為紀念印度烈士默哀兩分鐘。參與者舉行全宗教的祈禱，並唱出頌歌。

## 其他重要日期

### 3月23日
1931年3月23日，巴格特·辛格、蘇庫德夫·塔帕和希瓦拉姆·拉吉魯在拉合爾的忌日被宣佈為烈士節。

### 5月19日
阿薩姆邦巴拉克河谷的孟加拉語運動是對阿薩姆邦政府將阿薩姆語作為該邦唯一官方語言的決定的抗議，儘管有相當一部分人口是孟加拉族。在巴拉克河谷，講錫爾赫蒂語的孟加拉族佔了人口的大多數。主要事件於1961年5月19日在西爾恰爾火車站發生，當時有11人被州警察殺害。5月19日現在被定為語言烈士節（Bhasha Shahid Divas）。

### 10月21日
10月21日是警察烈士節，由全國的警察部門紀念。1958年10月21日，中央後備警察部隊的一支巡邏隊在拉達克的印藏邊界遭到中國軍隊的伏擊，這是目前中印邊界問題的一部分。

### 11月17日

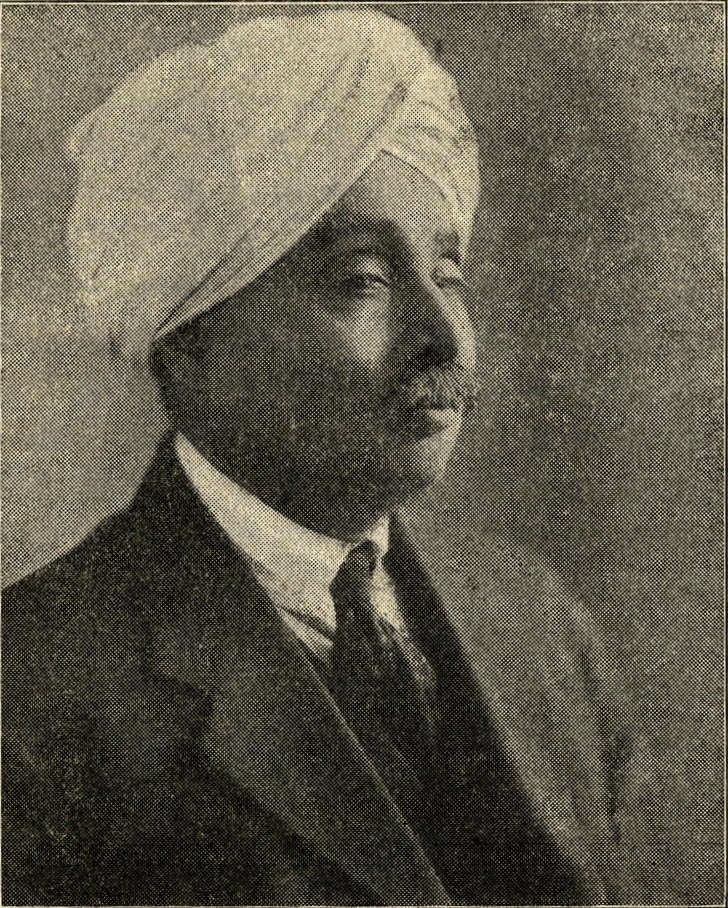
拉拉·拉伊帕特·雷

在奧迪沙邦，11月17日是「旁遮普的雄獅」拉拉·拉伊帕特·雷的忌日，他是印度為擺脫英國統治而鬥爭的領袖。

### 11月19日
1828年11月19日，馬拉地人統治的占西土邦的女王拉克什米·芭伊的生日在該地區被定為烈士節，並紀念那些在1857年印度民族起義中獻出生命的人，她是起義的領軍人物。

### 11月24日
1674年11月24日，被蒙兀兒皇帝奧朗則布處決的第九位錫克教大師得格·巴哈都爾的忌日被定為烈士節。